# Apomarsupella verrucosa
Apomarsupella verrucosa là một loài rêu tản trong họ Gymnomitriaceae. Loài này được (W.E. Nicholson) Váňa miêu tả khoa học lần đầu tiên năm 1999.